# Таміка бура
Та́міка бура (Cisticola aberrans) — вид горобцеподібних птахів родини тамікових (Cisticolidae). Мешкає в Східній і Південній Африці.

## Підвиди
Виділяють чотири підвиди:
- C. a. nyika Lynes, 1930 — від Замбії і південно-західної Танзанії до західного Малаві, Зімбабве і західного Мозамбіку;
- C. a. lurio Vincent, 1933 — схід Малаві і північ Мозамбіку;
- C. a. aberrans (Smith, A, 1843) — південний схід Ботсвани і центр ПАР;
- C. a. minor Roberts, 1913 — південь Мозамбіку і схід ПАР.

Таміка скельна (Cisticola emini) раніше вважалася конспецифічною з бурою таміком.

## Поширення і екологія
Бурі таміки живуть на сухих луках. Віддають перевагу кам'янистій місцевості, порослій чагарниками і рідколіссям.